# Veneranda Manzano
Veneranda García-Blanco Manzano, conocida también como Veneranda Manzano (Beloncio, Piloña, 27 de abril de 1893-Oviedo, 10 de febrero de 1992), fue una maestra y política española, diputada durante la Segunda República.

## Biografía
Nació en la parroquia asturiana de Beloncio, perteneciente al concejo de Piloña, el 27 de abril de 1893. Maestra de profesión, residió en Cuba durante la década de 1920. A partir de su regreso a España en 1927, desarrolló una intensa actividad política. Participó en la creación del Círculo Republicano de LLanes y presidió la agrupación socialista de esta localidad coincidiendo con el advenimiento de la II República. En 1933, fue elegida diputada por Oviedo de las Cortes republicanas en las elecciones de 1933. Durante la guerra civil española trabajó en orfanatos y en la Junta de Menores hasta su elección como presidenta de la federación de trabajadores de la enseñanza de UGT. Fue también inspectora de educación en Valencia y Castellón. Al final de la guerra civil española pasó a Francia, allí perdería la visión y más tarde se asentará como exiliada en México. Veneranda, a la que se le retiró el carné del PSOE junto a Negrín y el resto de sus seguidores en 1946, se convertiría en miembro del PCE en 1947. Perteneció a la Unión de Mujeres Españolas, organización que pretendía aglutinar a las mujeres republicanas en el exilio. Colaboró también con su revista.
Volvió a Asturias, España en 1976. Falleció a los 98 años en Oviedo el 10 de febrero de 1992 como consecuencia de una enfermedad bronquial.